# Преподобни Сава Нови
Преподобни Сава Нови (грч. Οσιος Σαββας ο Νεος; 1862-1948) је хришћански светитељ. 
Спомен у Православној цркви обавља се 25. марта (7. априла).

## Биографија
Монах Сава је рођен 1862. године у селу Ираклици (Источна Тракија) и на рођењу добио име Василиј. Његови родитељи су били веома сиромашни људи. Василиј је од малих ногу сањао да се посвети монашком животу. Његова свакодневна и омиљена забава било је читање хагиографске литературе. Сазнавши за то, родитељи су га натерали да прекине студије са 12 година и учинили га трговцем. Мајка му је претила смрћу ако одлучи да се замонаши, након чега је млади Василије побегао на Свету Гору Атон, дошавши у манастир Свете Ане Велике Лавре.
Након дванаестогодишњег служења на Светој Гори Атонској, Сава је 1890. године отишао у Јерусалим да се поклони светињама и замонаши у манастиру Светог Георгија Хозевитског. Игуман манастира га је приморао да се врати у Свету Гору Атонску да се бави иконописом и византијском црквеном музиком.
Године 1897. монах Сава се поново вратио у Јерусалим. Ту је остао до 1916. године. Радио је у планинама Јордана. После пет година у Јерусалиму, рукоположен је за свештеника. Након тога је три године служио у Патријаршијској школи Часног крста у Јерусалиму. После последњих догађаја који су му се десили, повукао се у скит манастира Хузива, у коме је живео чврстим и строгим подвижничким животом. Његове главне активности биле су иконопис и молитва.
1916. Сава Нови се вратио у Грчку. Сазнавши тамо за потрагу за њим митрополита Пентапољског Нектарија, одмах је отишао к њему на острво Егину. После парастоса митрополиту Нектарију, монах Сава се удаљио. После четрдесет дана апсолутне самоће, напустио је своју келију, држећи у рукама прву икону коју је насликао – лик Нектарија. Наредио је игуманији манастира да је смести у храм на богослужење. На то је почела да приговара и говори да Нектарије још није био прослављен од Цркве. Сава рече: „Мораш послушати. Узмите икону, ставите је у храм и од сада се не противите Вољи Божијој.”
После смрти свог духовног учитеља, Сава је живео у својој келији на острву Егина, која се налазила у близини манастира Свете Тројице. Сваку нову зараду делио је сиротињи.
Године 1926. прешао је у манастир Свих Светих – у манастиру Свете Тројице није могао да постигне тишину и непрестану молитву. Подвижник је ту подигао и своју нову малу келију, мало ближе манастиру у коме је боравио неколико година пре смрти. Већина мушке популације Калимноса били су рониоци. Зарађивали су за храну за своје породице тражећи сунђере под водом. Многи мушкарци су постали инвалиди или умрли у поморском раду. Њихове породице живеле су у сталном страху да ће изгубити хранитеља и остати без средстава за живот.
Светом Сави Новом је много људи долазило по душевну и телесну утеху, помоћ, савет. Никада никоме ништа није одбијао. Током своје двадесет две године службе поштован је као светац, назван „отац Сава“. Од свештеника је увек избијала пријатан мирис. Учио је све око себе, укључујући и децу.
Уздржавао се од хране. Највише се молио за сирочад, сиромашне и удовице. Јео је само просфору и вино. Кад би наступило вече, сликао је иконе или се исповедао, или је узео пајсер у руке и секао њоме камење, да, како је рекао, „није џабе свој хлеб јео“. Сава је спавао седећи на обичној столици не више од два сата дневно. Преостало време је у потпуности посветио служењу Богу и ближњима. Током Другог светског рата, подвижник је целе ноћи проводио у молитви за народ. Када су непријатељски авиони надлетали манастир, он их је прекрстио. Понекад је одустајао од ћутања ради своје браће, тешио је људе током искушења, делио са њима своју ватрену љубав према Христу. Могао је да исповеда сатима, пажљиво читајући све молитве.
Сава је увек, када је имао новца, делио сиромашнима и убогима. Радници, који су радили у његовом дому, сами су узимали наплату за свој рад из кутије у коју је одложио сав новац. 25. марта 1948. године Свети Сава Нови се повукао у своју келију на три дана. Напуштајући је, склопио је руке и упокојио се са речима: „Господе, Господе, Господе, Господе!“ 